# Echter Haarstrang
Der Echte Haarstrang (Peucedanum officinale), auch Arznei-Haarstrang genannt, ist eine Pflanzenart aus der Gattung Haarstrang (Peucedanum) innerhalb der Familie der Doldenblütler (Apiaceae).

## Beschreibung

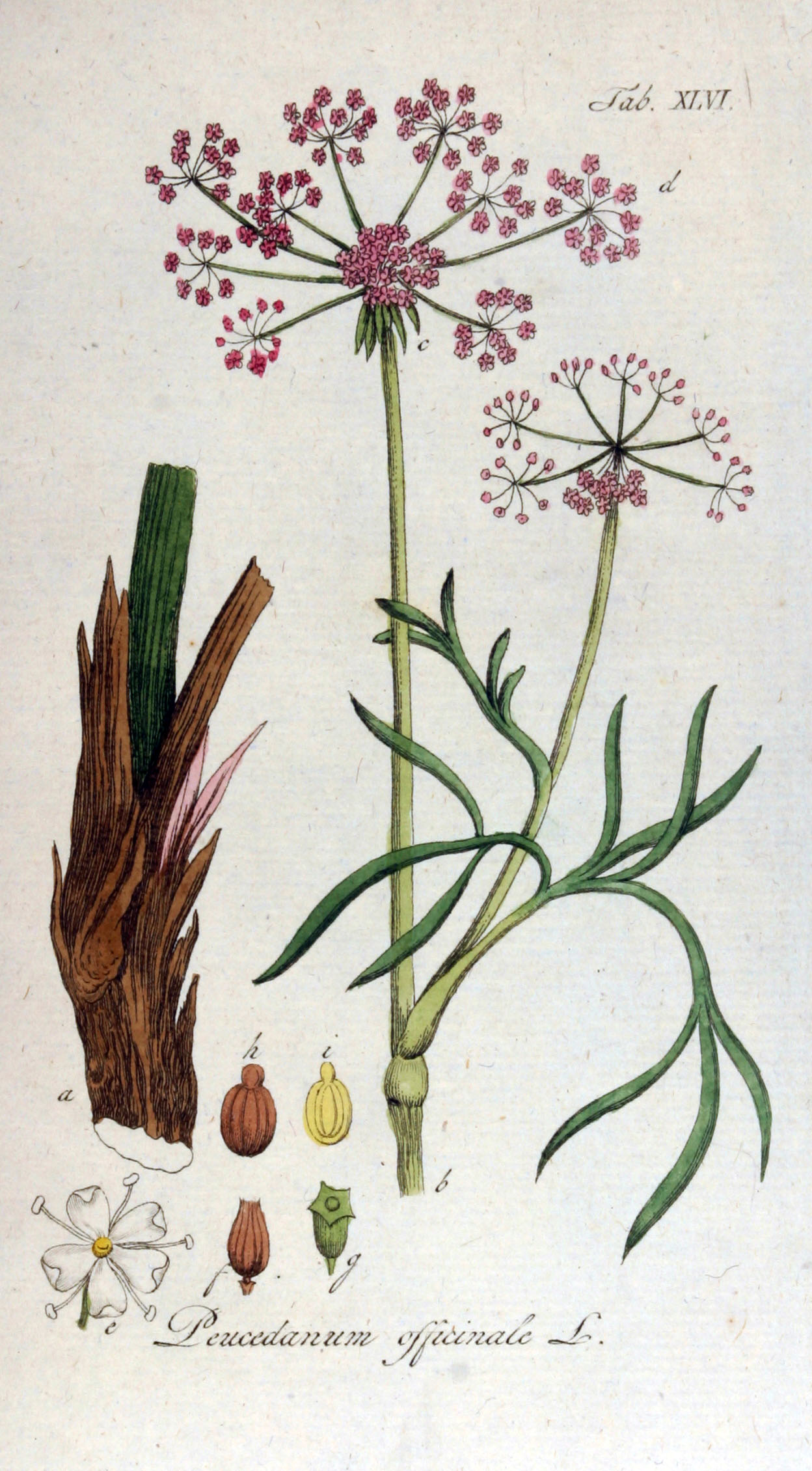
Illustration

### Vegetative Merkmale
Der Echte Haarstrang ist eine ausdauernde krautige Pflanze und erreicht Wuchshöhen von 0,6 bis 2 Metern. Er besitzt einen ausladenden Wuchs. Die beinahe armsdicke Grundachse hat oben einen Faserschopf. Die aufrechten Stängel sind markig, stielrund, fein gerillt und im oberen Teil verzweigt.
Die unteren Laubblätter sind lang gestielt und 30 bis 60 Zentimeter lang. Die oberen Laubblätter sind kleiner, weniger stark zerteilt und auf den länglichen und hautrandigen Blattscheiden sitzend. Die allerobersten Blätter sind auf eine gedunsene Blattscheide reduziert. Die Blattspreiten sind doppelt oder meist drei- bis sechsmal dreizählig geteilt. Die Fiederabschnitte sind in jungem Zustand spitzwinklig nach vorn gerichtet, wodurch sich ein besenartiger Effekt ergibt. Später sind sie ausgebreitet, 2,5 bis 9 Zentimeter lang, 0,5 bis 3 Millimeter breit und lang zugespitzt. Die Abschnitte letzter Ordnung sind am Ende der Blattspindel zu dreien gruppiert. Die Blattzipfel sind bei einer Länge von 4 bis 10 Zentimetern sowie bei einer Breite von 1 bis 3 Millimetern linealisch.

### Generative Merkmale
Die Blütezeit reicht von Juli bis September. Der doppeldoldige Blütenstand ist relativ groß, 10- bis 40-strahlig und vor dem Blühen überhängend. Es sind keine bis vier hinfällige Hüllblätter vorhanden. Die Döldchen sind reichblütig, ihre Strahlen sind sehr fein, zur Blütezeit über 5 Millimeter und zur Fruchtzeit 12 bis 40 Millimeter lang. Die zahlreichen Hüllchenblätter sind pfriemlich-fädlich.
Die Blüten besitzen eine doppelte Blütenhülle. Die Kelchzähne sind deutlich sichtbar. Die gelben Kronblätter sind bei einer Länge von etwa 1 Millimeter breit-eiförmig, wenig ausgerandet und an der Spitze mit einem eingeschlagenen Läppchen. Die zwei Griffel sind etwa 1 Millimeter lang und zurückgeschlagen oder zurückgerollt.
Die gelb-braune und manchmal rot überlaufene Frucht ist bei einer Länge von meist 5 bis 8, selten bis zu 11 Millimetern und einer Breite von 3,5 bis 5,5 Millimetern oval und besitzt breite Randrippen (an getrocknetem Material schwer zu sehen).
Die Chromosomengrundzahl beträgt x= 11; es liegt Hexaploidie mit einer Chromosomenzahl von 2n = 66 vor.

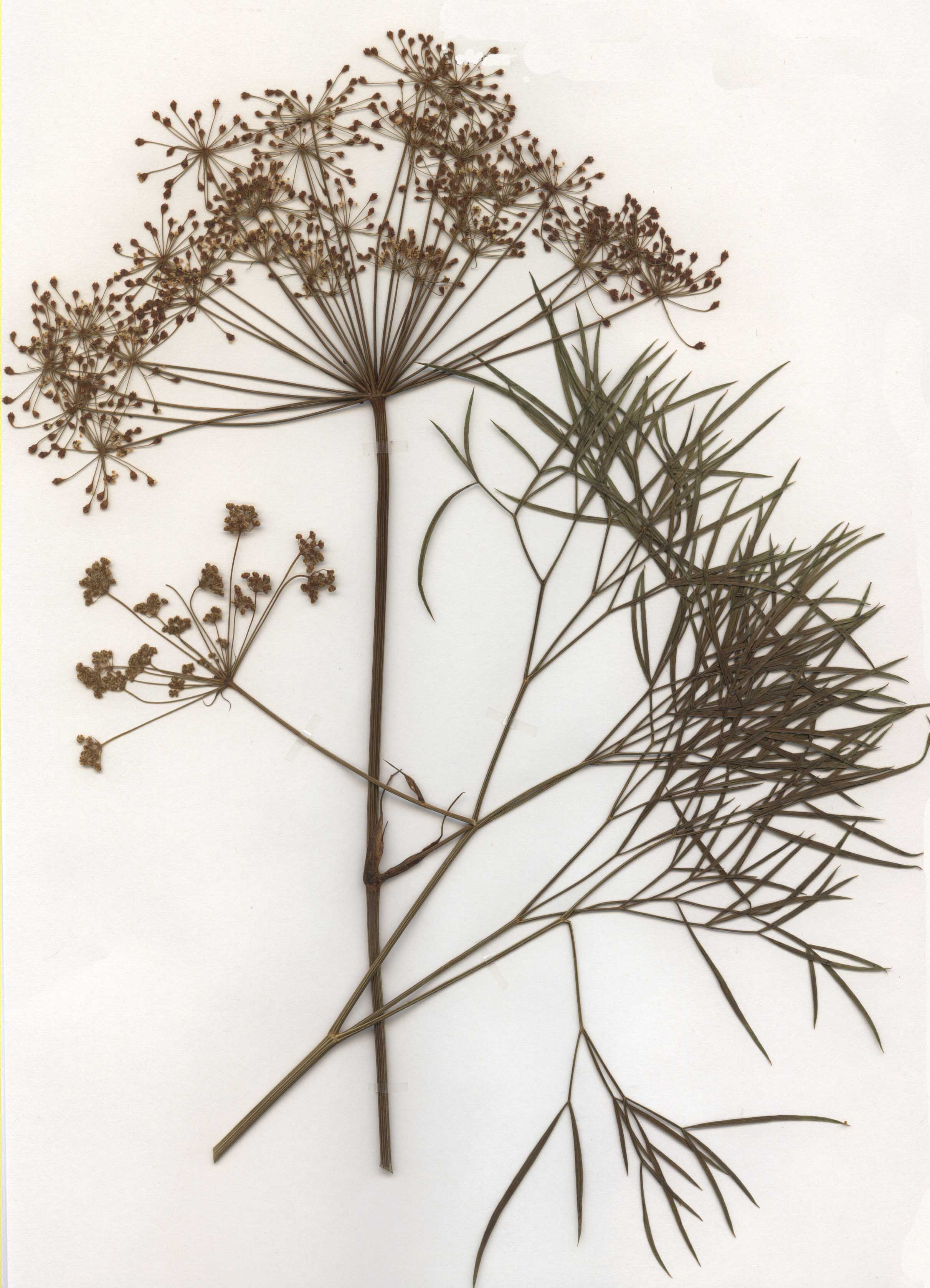
Herbarbeleg (Bitte keine Pflanzenteile aus Naturbeständen entnehmen)

## Ökologie
Beim Echten Haarstrang handelt es sich um einen plurienn-pollakanthen, skleromorphen mesomorphen Hemikryptophyten. Als Speicherorgan wird ein Rübe ausgebildet.
Der Echte Haarstrang ist fakultativ xenogam, andromonözisch und proterandrisch. Es liegt Selbstkompatibilität vor. Blütenökologisch handelt es sich um Scheibenblumen mit freiliegendem Nektar. Als Belohnung für Bestäuber ist Nektar vorhanden. Die Bestäubung erfolgt durch Insekten. Bestäuber sind Käfer, Fliegen, Syrphiden, Wespen sowie mittelrüsselige Bienen.
Es sind Spaltfrüchte vorhanden. Die Diasporen sind die Teilfrüchte. Die Ausbreitung der Diasporen erfolgt durch Anemochorie oder Epichorie.
An den Wurzeln der Echten Haarstrangs lebt die Raupe des Schmetterlings Hydroecia leucographa.
Der Echte Haarstrang ist eine Wirtspflanze für die Pilzart Camptosphaeria sulfurea.

## Vorkommen und Gefährdung
Peucedanum officinale kommt in Europa, hier zerstreut von der Iberischen Halbinsel über Frankreich, Mitteleuropa, bis Italien und bis zur Balkan-Halbinsel und östlich bis Bulgarien sowie Rumänien vor.
Der Echte Haarstrang ist in der Roten Liste der gefährdeten Pflanzenarten nach Metzing et al. 2018 in Gefährdungskategorie 3 = „gefährdet“; er ist in Deutschland selten und der Rückgang wird als mäßig eingeschätzt. Er ist in Deutschland nur sehr zerstreut und selten; er kommt nur in der Mitte und im Süden des Gebiets vor.
In Österreich ist der Echte Haarstrang auf das Pannonikum mit Niederösterreich und dem nördlichen Burgenland beschränkt, er ist in der Roten Liste der Farn- und Blütenpflanzen Österreichs als EN = „Endangered“ = „stark gefährdet“ bewertet. In der Schweiz fehlt der Echte Haarstrang.
Peucedanum officinale wächst in Mitteleuropa einzeln oder in lockeren Beständen an lichten, kalkreichen, basischen, mäßig trockenen, doch zeitweise etwas wasserzügigen Standorten. Natürliche Wuchsorte sind Staudensäume, aufgelichtete Bestände trockener Eichenwälder oder wenig genutzte, magere Wiesen. Der Echte Haarstrang ist pflanzensoziologisch in Mitteleuropa eine Charakterart des Verbands Geranion sanguinei, kommt aber auch in alluvialen Mesobrometen oder in Pflanzengesellschaften des Verbands Potentillo albae-Quercion petraeae vor.

## Systematik und Verbreitung

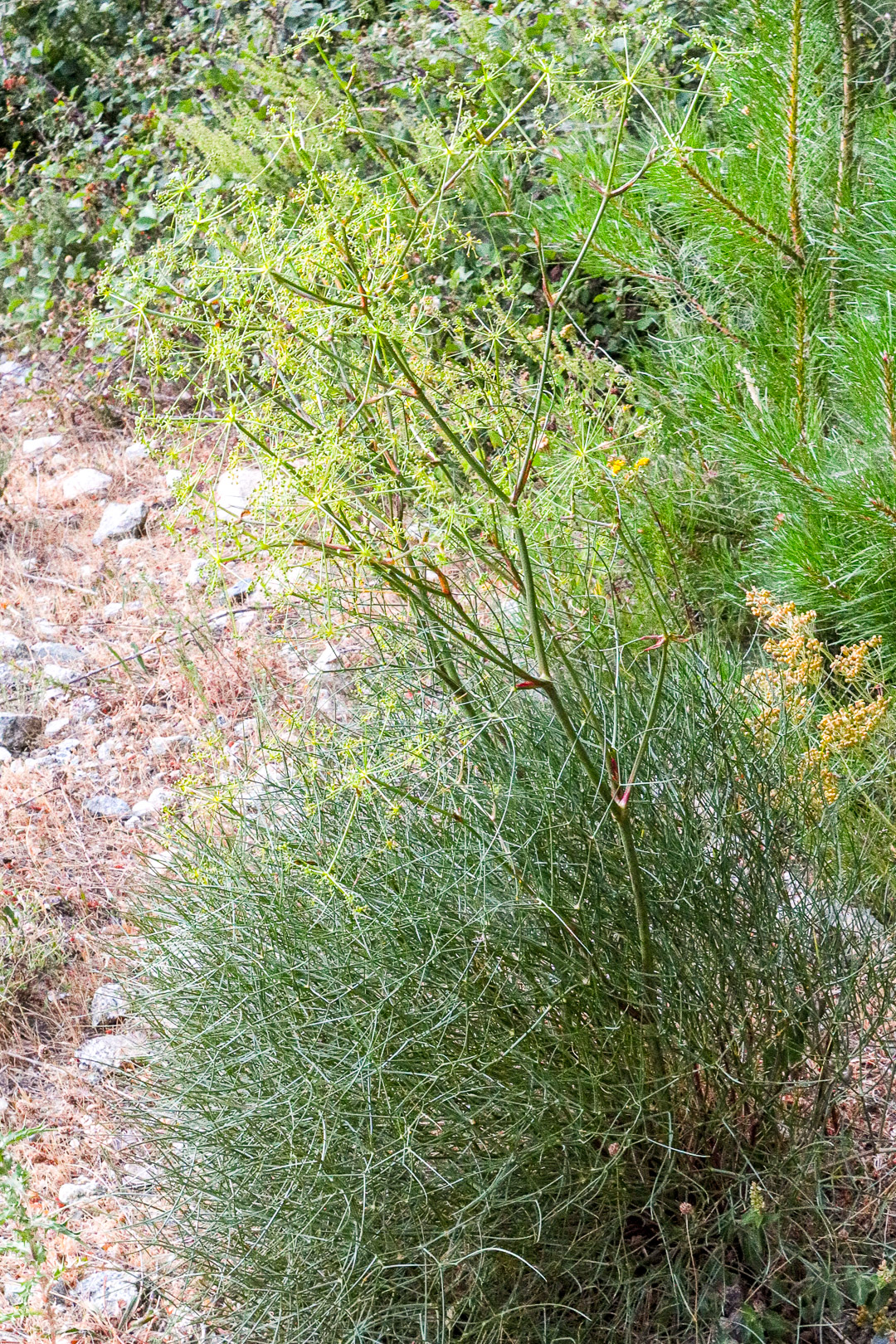
Habitus von Peucedanum officinale subsp. paniculatum

### Taxonomie
Die Erstveröffentlichung von Peucedanum officinale erfolgte 1753 durch Carl von Linné in Species Plantarum, Tomus I, Seite 245.

### Unterarten und ihre Verbreitung
Je nach Autor gibt es in Europa und im Mittelmeerraum einige Unterarten:
- Peucedanum officinale L. subsp. officinale: Sie kommt in Portugal, Spanien, Frankreich, im Vereinigten Königreich, Deutschland, Österreich, Tschechien, in der Slowakei, Ungarn, Kroatien, Italien, Albanien, Rumänien, Bulgarien sowie Griechenland vor.[5]
- Peucedanum officinale subsp. album Martínez-Fort & Donat-Torres: Sie wurde 2019 aus Spanien erstbeschrieben.[5]
- Peucedanum officinale subsp. brachyradium García-Martín & Silvestre:  Sie kommt nur in Spanien vor.[5]
- Peucedanum officinale subsp. paniculatum (Loisel.) R.Frey (Syn.: Peucedanum paniculatum Loisel.): Dieser Endemit kommt nur auf Korsika vor.[5]
- Peucedanum officinale subsp. vogelianum (Emb. & Maire) Maire (Syn.: Peucedanum vogelianum Emb. & Maire): Sie kommt nur in Marokko vor.[5]

## Nutzung
Die Wurzeln des Echten Haarstrangs (lateinisch Peucedanum) wurden früher als „Radix Peucedani“ und die Früchte als „Semen Peucedani“ in der Heilkunde verwendet. Die fleischige, fast schwarze, bitter scharf schmeckende Wurzel enthält einen gummiharzhaltigen und unangenehm nach Schwefelbalsam riechenden Saft und wirkt schweiß- und harntreibend. Durch Einschnitte in die Wurzel wurde im Frühjahr der harzige Milchsaft gewonnen und getrocknet als „Gummi Peucedani“ als Heilmittel gebraucht.

## Inhaltsstoffe
Die unterirdischen Pflanzenteile enthalten Peucedanin und Oxypeucedanin.

## Trivialnamen
Weitere Trivialnamen dieser Art sind Rosskümmel, Saufenchel und kurz Haarstrang. Lateinische Bezeichnungen waren neben peucedanum auch feniculus porcinus und cauda porcina.